# Malpighia emarginata
Sơ ri hay còn gọi là kim đồng nam, acelora, sơ ri Barbados, sơ ri Tây Ấn hay xơ ri vuông (danh pháp hai phần: Malpighia emarginata), là một loài cây bụi hay cây thân gỗ nhỏ có quả nằm trong họ Sơ ri (Malpighiaceae), có nguồn gốc ở Tây Ấn và miền bắc Nam Mỹ.

## Mô tả
Nó có thể cao tới 3 m, với tán lá dày, có gai. Lá thường xanh, dạng đơn hình trứng-hình mác, dài 5–10 cm, với mép lá nhẵn. Các hoa mọc thành tán với 2-5 hoa cùng nhau, mỗi hoa có đường kính 1-1,5 cm, với 5 cánh hoa màu hồng hay đỏ. Quả chín có màu đỏ tươi, đường kính 1 cm, chứa 2-3 hạt cứng. Nó là loại quả mọng và có vị ngọt, chứa nhiều vitamin C và các chất dinh dưỡng khác. Mặc dù nó tương tự như quả anh đào, nhưng loài cây này không có quan hệ họ hàng gì với anh đào thực thụ (chi Prunus). Quả tương tự như quả chùm ruột, ăn được.

## Trồng và sử dụng
Tại những khu vực phân bố chủ yếu, nó được trồng rất nhiều và được tiêu thụ rộng rãi do chứa hàm lượng vitamin C cao.
Trong thập niên 1950, một công ty sản xuất thực phẩm trẻ em cho rằng đối với trẻ em thì nước táo dễ chịu hơn so với nước cam. Công ty cũng cho rằng việc cho thêm chỉ một giọt nước sơ ri vào 230 ml nước táo sẽ cung cấp lượng vitamin C ngang với lượng tương đương nước cam.
Hoa và lá sơ ri
Quả sơ ri còn xanh và chín
Tại Puerto Rico, sơ ri được coi trọng đến mức ngành hải quan đã áp dụng một số biện pháp phòng ngừa đáng kể để ngăn chặn việc xuất khẩu cây sơ ri.
Tại Việt Nam, cây sơ ri được trồng nhiều nhất ở khu vực Gò Công của tỉnh Tiền Giang và một số xã thuộc tỉnh Bến Tre. Tại khu vực Gò Công, các xã trồng nhiều sơ ri là Long Thuận (thuộc thị xã Gò Công), Bình Ân, Tân Đông, Bình Nghị, Kiểng Phước... (thuộc huyện Gò Công Đông); theo khảo sát của Trung tâm nghiên cứu cây sơ ri(*) trong năm 2012, diện tích trồng sơ ri của khu vực Gò Công là khoảng 276 ha, trong đó giống sơ ri chua truyền thống của Gò Công là 134 ha, giống sơ ri ngọt là 104 ha và giống sơ ri chua nhập nội là 38 ha (giống này được bắt đầu trồng thử nghiệm tại khu vực Gò Công từ năm 2007, được bà con nông dân gọi là: giống sơ ri chua mới, giống sơ ri chua Brazil...). Tại Bến Tre, giống sơ ri ngọt được trồng chủ yếu tại các phường Sơn Đông, Bình Phú, Phú Khương, Phú Nhuận (thành phố Bến Tre), Mỹ Thành, Sơn Hòa, Hữu Định, Tam Phước (thuộc huyện Châu Thành, tỉnh Bến Tre) và một ít ở xã Tân Lợi Thạnh thuộc huyện Giồng Trôm, tổng diện tích trồng sơ ri ngọt của tỉnh Bến Tre là 233 ha.

## Hình ảnh

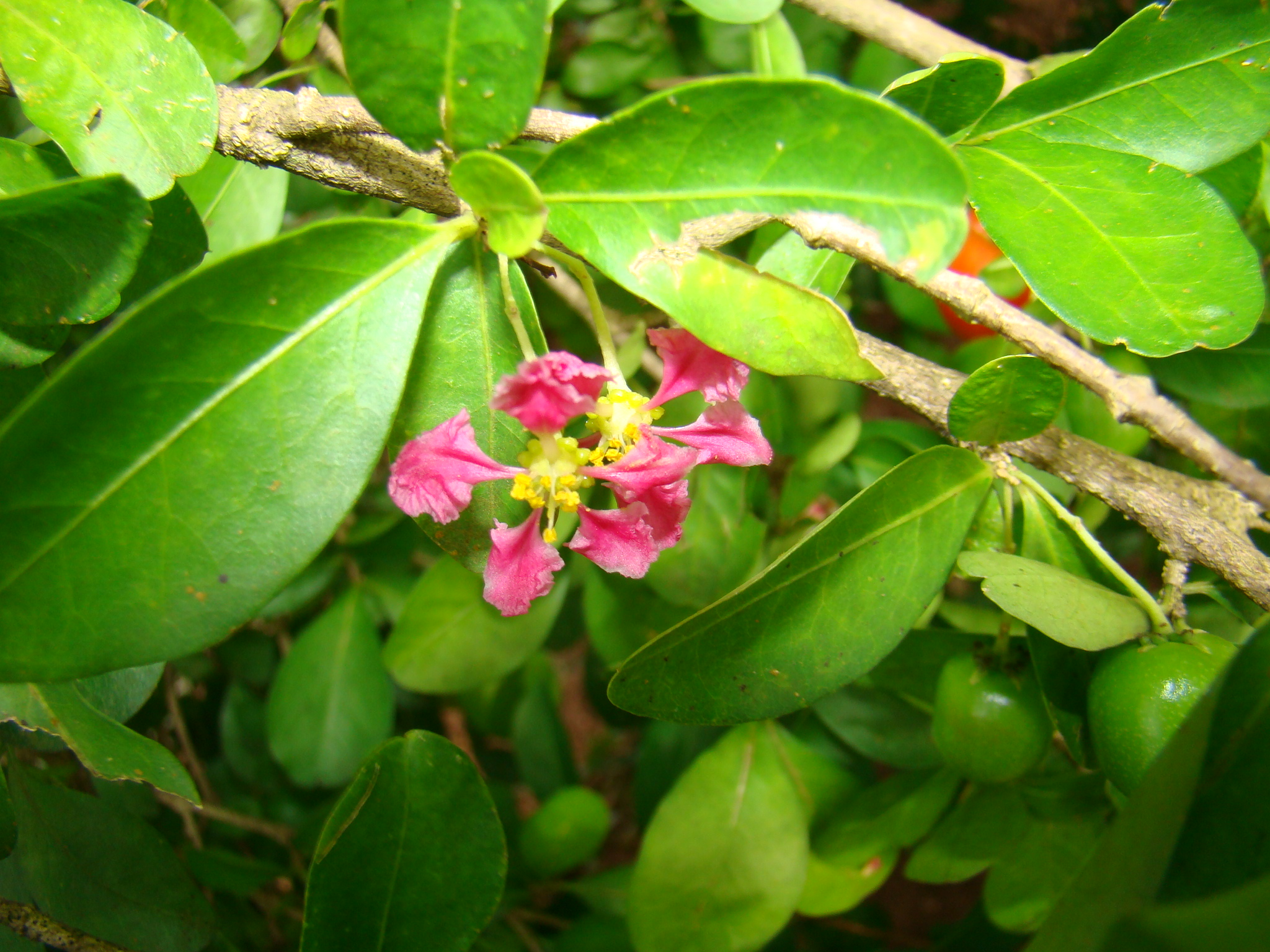
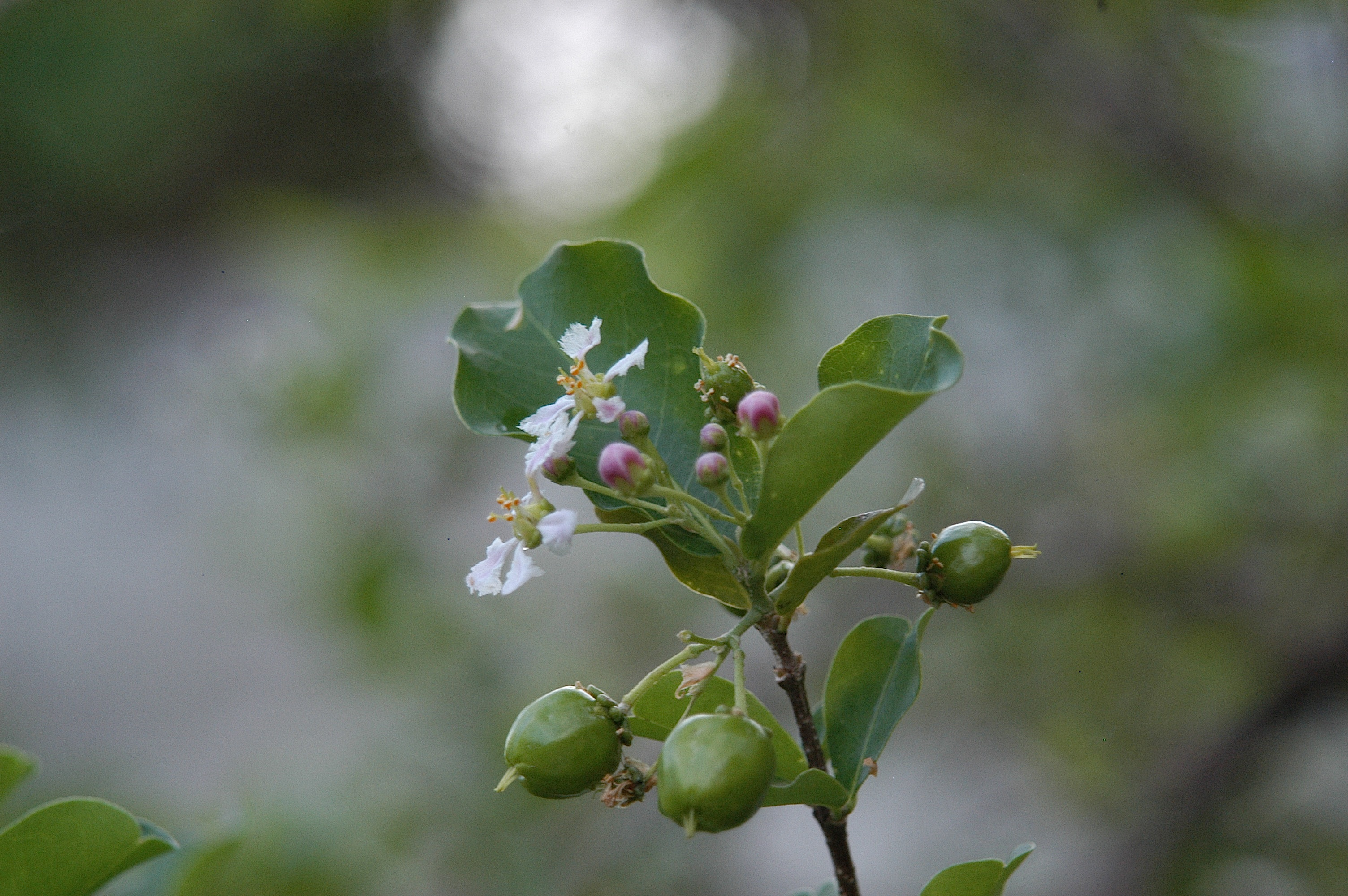
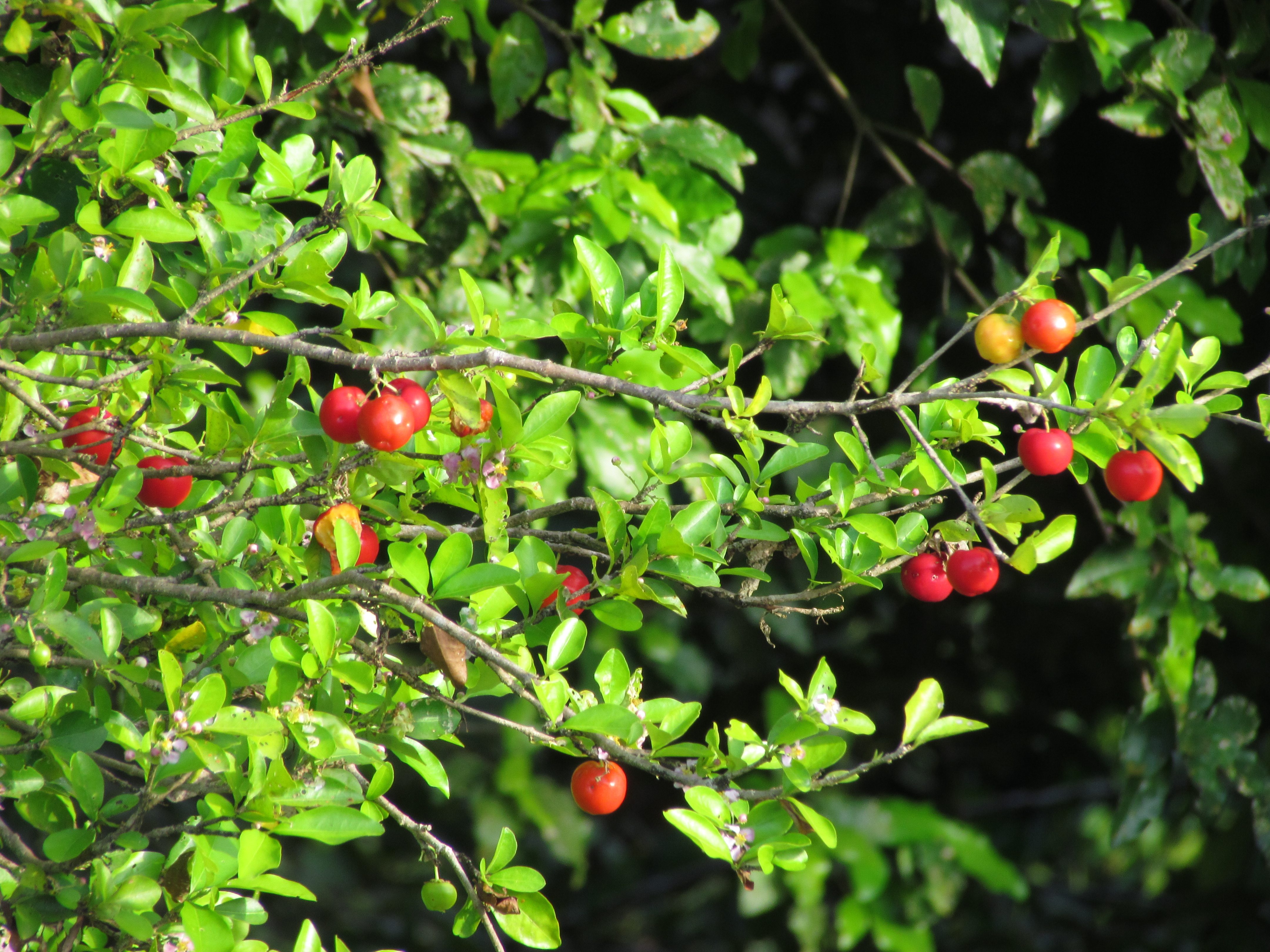
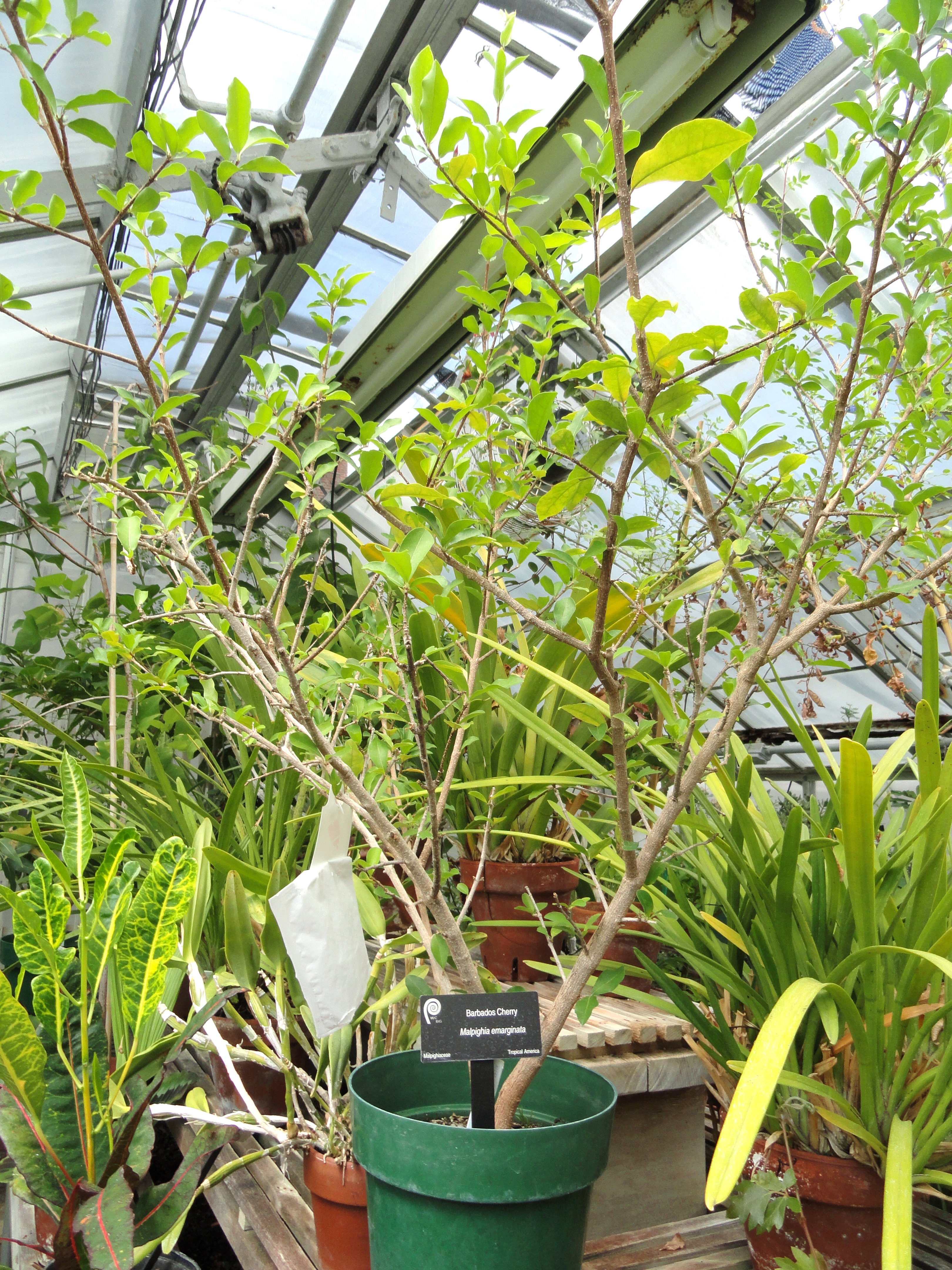
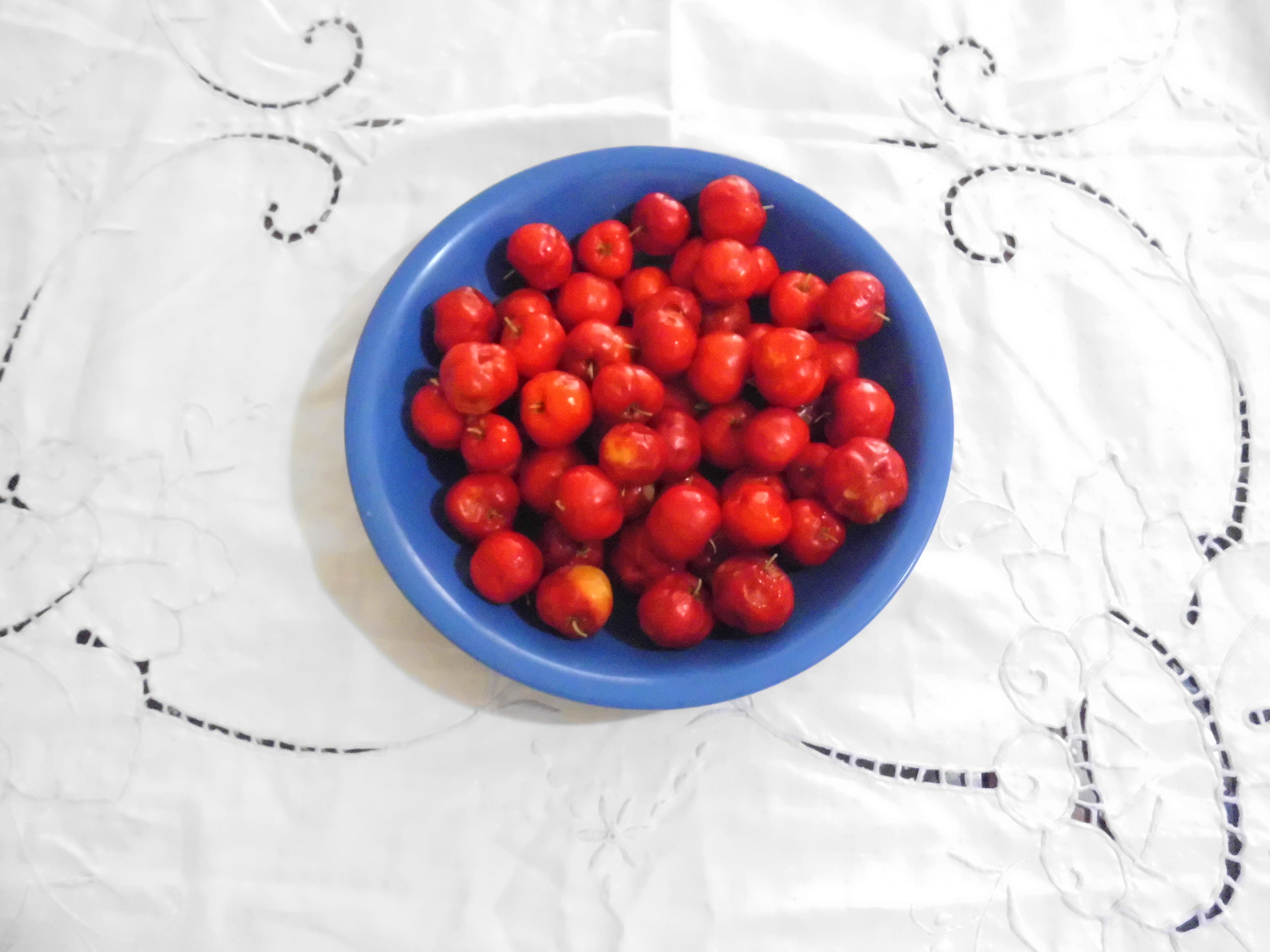
Quả